# Pyhäjärvi
Pyhäjärvi (1993 –1995 Pyhäsalmi) es una ciudad y municipio en el del sur de la región de Ostrobotnia del Norte, Finlandia. Pyhäjärvi comparte fronteras con Savonia del Norte y algunas regiones de Finlandia Central. La ciudad pertenece a la subregión de Nivala–Haapajärvi.
Sus municipios vecinos son Haapajärvi, Kiuruvesi, Kärsämäki, Pielavesi, Pihtipudas y Pyhäntä.
La ciudad de Pyhäjärvi fue fundada en 1866, y fue entonces nombrada después del Lago Pyhäjärvi, un lago de 125 kilómetros cuadrados y con una gran fuente de peces. Pyhäjärvi pasó a ser oficialmente una ciudad en enero de 1993. La ciudad tiene una población de 5,542 habitantes (30 de junio de 2015).
Pyhäjärvi posee la mina más profunda de Europa, la Mina de Pyhäsalmi con 1.444 metros de profundidad desde donde son extraídos el Cinc y el Cobre.